# Gloster Gladiator
Gloster Gladiator je bilo britansko dvokrilno lovsko letalo druge svetovne vojne. Letalo je bilo zasnovano v obliki, ki že ob naročilu serijske proizvodnje ni imela več prihodnosti. Od letal iz prve svetovne vojne se je razlikovalo le po večji ognjeni moči, zaprti kabini in pristajalnih zakrilcih. 
Kljub tem pomankljivostim je bil Gladiator ključnega pomena pri obrambi Velike Britanije pred nemškimi bombniki. Posebej znani so trije Gladiatorji z imeni Véra (Faith), Upanje (Hope) in Milost (Charity), ki so v juniju 1940 branili nebo nad Malto.

## Letalne lastnosti
Kot večina dvokrilnih lovcev je bil tudi Gladiator izjemno okretno letalo, ki se je hitro in natančno odzival na vsak, tudi najmanjši premik pilotske palice. Proti nemškim lovcem je bil sicer prepočasen, a je v rokah izkušenega pilota lahko postal nevaren nasprotnik zaradi ostrih zavojev, ki jih je bil sposoben. Gladiator je bil trpežno letalo, ki je lahko preneslo veliko poškodb, platneno ogrodje pa je bilo tudi enostavno za vzdrževanje na bojnih črtah. Ponekod je Gladiator ostal v službi do konca vojne. 

## Izpeljanke
- Gloster Gladiator Mk I
- Gloster Gladiator Mk II
- Gloster Sea Gladiator

## Uporabniki
- Belgija
- Egipt
- Irak
- Irska
- Finska
- Grčija
- Republika Južna Afrika
- Kitajska
- Latvija
- Litva
- Norveška
- Portugalska
- Švedska
- Združeno kraljestvo